# Krzysztof Varga
Krzysztof Varga (Varsovia, 21 de marzo de 1968) es un escritor, crítico literario y periodista polaco. 

## Biografía
Hijo de padre húngaro y madre polaca. Como tal, el tema de Hungría, está presente en varios de sus libros. Estudió Filología Polaca en la Universidad de Varsovia. Colaborador permanente del suplemento cultural del diario Gazeta Wyborcza.

## Obra publicada
- Un ángel ebrio en el cruce de calles (Pijany anioł na skrzyżowaniu ulic) (1992)
- El Parnaso repetido. Diccionario de la literatura polaca nacida luego de 1960 (Parnas Bis. Słownik literatury polskiej urodzonej po 1960 roku). En coautoría con Paweł Dunin-Wąsowicz. Varsovia, Editorial Lampa i Iskra Boża, 1995.[1]
- Bildungsroman (1997)
- 45 ideas para una novela. El lado B de los solteros 1992-1996 (45 pomysłów na powieść. Strony B singli 1992-1996) (1998)
- Tequila (2001)

### Novela
- Los chicos no lloran (Chłopaki nie płaczą), Varsovia, Editorial Lampa i Iskra Boża, 1996.[2]
- La mortalidad (Śmiertelność), Wołowiec, Editorial Czarne, 1998.[3]
- Karolina, Wołowiec, Editorial Czarne, 2002.[4]
- Avenida de la Independencia (Aleja Niepodległości), Wołowiec, Editorial Czarne, 2010.[5]
- Lápida de terrazo (Nagrobek z lastryko), Wołowiec, Editorial Czarne, 2007. Nominada al Premio Literario Nike 2008.[6]
- Aserrín (Trociny), Wołowiec, Editorial Czarne, 2012.[7]
- La masacre (Masakra), Varsovia, Editorial Wielka Litera, 2015.[8]
- Sonnenberg, Wołowiec, Editorial Czarne, 2018.[9]

### Relato
- Los exorcismos del padre Adalberto (Egzorcyzmy księdza Wojciecha), Varsovia, Editorial Wielka Litera, 2017.[10]

### Ensayo
- Gulash de turul (Gulasz z turula), Wołowiec, Editorial Czarne, 2008. Nominado al Premio Literario de Europa Central Angelus 2009 y al Premio Literario Nike 2009.[11]
- Polonia campeón de Polonia (Polska mistrzem Polski), Varsovia, Editorial Agora SA, 2013.
- Zarda con magnalica (Czardasz z magnalicą), 2014.
- Langosz w jurcie, 2016.
- Ciento (Setka). Compilación de cien artículos de opinión publicados periódicamente en el Suplemento Cultural del diario Gazeta Wyborcza. Varsovia, Editorial Wielka Litera, 2016.

### Como antologador
- Aquí tenéis a vuestros poetas (Macie swoich poetów). En coautoría con Paweł Dunin-Wąsowicz y Jarosław Klejnocki. (1996)

## Participación en publicaciones conjuntas
- Lección de escritura (Leckcja pisania), Wołowiec, Editorial Czarne, 1998.[12]
- El amor en Breslau (Miłość we Wrocławiu), Editorial EMG, 2011.[13]
- Habla Varsovia (Mówi Warszawa), Editorial del Museo del Levantamiento de Varsovia, 2011.[14]
- Sobre los perros (O psach), Wołowiec, Editorial Czarne, 2018.

## Condecoraciones
- En el 2014 fue condecorado con la Orden Polonia Restituta por el presidente de Polonia, Bronisław Komorowski.